# Vampire Kisses
Vampire Kisses (titre original : Vampire Kisses) est une série de fantasy urbaine écrite par Ellen Schreiber. Dans ces romans, on suit l'histoire de Raven, 16 ans. À l'âge de quatre ans, elle s'est promise de devenir un jour une vampire.

## Romans
1. Vampire Kisses, Castelmore, 2011 ((en) Vampire Kisses, 2003)
2. Cercueil blues, Castelmore, 2011 ((en) Kissing Coffins, 2005)
3. Vampireville, Castelmore, 2011 ((en) Vampireville, 2006)
4. (en) Dance with a Vampire, 2007
5. (en) The Coffin Club, 2008
6. (en) Royal Blood, 2009
7. (en) Love Bites, 2010
8. (en) Cryptic Cravings, 2011
9. (en) Immortal Hearts, 2012

## Personnages
- Raven Madison - Personnage principal
- Alexander Sterling - Petit amis vampire de Raven
- Becky Miller - Meilleur amis de Raven
- Trevor Mitchell - Némésis de Raven
- Jagger Maxwell - Némésis vampire d'Alexander
- Luna Maxwell - Sœur de Jagger
- Valentine Maxwell - Petit frère de Jagger
- William Madison (a.k.a. "Billy Boy") - Petit frère de Raven
- Sebastian Camden - Amis d'enfance d'Alexander
- Scarlet - Amis vampire de Raven
- Onyx - Amis vampire de Raven
- Paul Madison - Père de Raven et Billy
- Sarah Madison - Mère de Raven et Billy
- Constantine Sterling - Père d'Alexander
- Cassandra Sterling - Mère d'Alexander
- Nightmare - Chat de Raven